# سيسيليا هاجان
سيسيليا هاجان ولدت في 7 فبراير/شباط 2000, هي لاعبة كرة قدم غانية محترفة تلعب في مركز الدفاع مع نادي جدة السعودي. لعِبت سابقًا مع منتخب غانا للشباب

## المسيرة الكروية
بدأت هاجان لعب كرة القدم في غانا مع فريق بافانا للسيدات (الآن Seas Lions FC) وظلت مع النادي لمدة خمس سنوات.
انضمت هاجان في نوفمبر/تشرين الثاني 2021 إلى Soccer Intellectuals بعد انتهاء عقدها مع Sea Lions لمدة موسم واحد. وشاركت هجان في 17 مباراة من أصل 18 مباراة، وشاركت في 3 مباريات في موسم 2022-23 قبل أن تنضم إلى نادي الأهلي في الدوري السعودي للسيدات.

### الاهلي
منذ انضمامها إلى نادي الأهلي السعودي في أكتوبر/تشرين الأول 2022، شاركت هاجان بشكل منتظم في المباريات، مما ساهم في أداء الفريق في موسم 2022–23. في موسم 2023–24 وتحديدًا في كأس اتحاد جنوب آسيا للسيدات 2023–24، سجلت هدفين في فوز الأهلي 17–0 على البيرق، وهو أكبر فوز للنادي منذ إنشائه.

## المسيرة الدولية
مثلت هاجان غانا على مستوى الشباب، وبالتحديد على مستوى المنتخبات الوطنية تحت 17 عامًا، وتحت 20 عامًا. ضُمت إلى تشكيلة غانا لكأس العالم للسيدات تحت 17 سنة 2016 في الأردن. في عام 2018، اختيرت لتمثيل فريق تحت 20 عامًا (أميرة غانا السوداء) في كأس العالم للسيدات تحت 20 عامًا 2018 في فرنسا. منذ ذلك الحين وحتى عام 2020، استدعت هاجان لمعظم معسكرات التدريب ومباريات التصفيات لفئة تحت 20 عامًا.
لم تَظهر هاجان بعد لأول مرة على مستوى الكبار، ومع ذلك، في ديسمبر/كانون الأول 2023، زارتها المدربة المُعينة حديثًا للملكة السوداء نورا هاوبتل في المملكة العربية السعودية.

## إحصائيات المهنة

### نادي
آخر تحديث match played 30 December 2023
.
| النادي          | الموسم          | الدوري          | الدوري    | الدوري  | كأس       | كأس     | كونتيننتال | كونتيننتال | أخرى      | أخرى    | المجموع   | المجموع |
| النادي          | الموسم          | الشعبة          | التطبيقات | الأهداف | التطبيقات | الأهداف | التطبيقات  | الأهداف    | التطبيقات | الأهداف | التطبيقات | الأهداف |
| --------------- | --------------- | --------------- | --------- | ------- | --------- | ------- | ---------- | ---------- | --------- | ------- | --------- | ------- |
| مثقفو كرة القدم | 2021–22         | غبل             | 17        | 0       | –         | –       | —          | —          | —         | —       | 17        | 0       |
| مثقفو كرة القدم | 2022–23         | غبل             | 3         | 0       | –         | –       | —          | —          | —         | —       | 3         | 0       |
| مثقفو كرة القدم | المجموع         | المجموع         | 20        | 0       | –         | –       | —          | —          | —         | —       | 20        | 0       |
| الأهلي          | 2022–23         | سوبل            | 8         | 2       | –         | –       | —          | —          | —         | —       | 8         | 2       |
| الأهلي          | 2023–24         | سوبل            | 2         | 0       | 1         | 2       | —          | —          | —         | —       | 3         | 2       |
| الأهلي          | المجموع         | المجموع         | 10        | 2       | 1         | 2       | —          | —          | —         | —       | 11        | 4       |
| المجموع الوظيفي | المجموع الوظيفي | المجموع الوظيفي | 30        | 2       | 1         | 2       | —          | —          | —         | —       | 31        | 4       |

## الأوسمة
الاهلي
- كأس اتحاد جنوب آسيا للسيدات :

 Champion: 2023–24

## روابط خارجية
- سيسيليا هاجان على الأرشيف الرياضي العالمي

- سيسيليا هاجان  على سكروي
- Cecilia Hagan at Playermaker Stats
- Cecilia Hagan at Euro Sport
- Cecilia Hagan at Fastscore
- سيسيليا هاجان في موقع كرة القدم العالمية.نت
- Cecilia Hagan at Flashscore.com